# Bank Street (Manhattan)
Pour les articles homonymes, voir Bank Street.
Bank Street est une rue de Greenwich Village à New York.

## Situation et accès
Cette voie résidentielle de Manhattan, dans le quartier de Greenwich Village s'étend de West Street jusqu'à Greenwich Avenue.

## Origine du nom
Elle doit son nom à la Bank of New York qui y avait acheté 8 lots en 1798.

## Historique
Un employé du bureau principal de la banque à Wall Street avait contracté la fièvre jaune, ce qui avait conduit la banque à acheter un terrain à Greenwich Village afin d’avoir une succursale loin de Wall Street où elle pourrait faire des affaires en cas d'urgence.

## Bâtiments remarquables et lieux de mémoire
- Le siège des Laboratoires Bell était situé au n°155.
- Le Bank Street College of Education y était situé entre 1930 et 1970[2].
- Le HB Studio, un studio d'acteurs fondé en 1945, est situé au n°120.
- John Lennon et Yoko Ono ont habité au n°105 entre 1971 et 1973. Leur voisin était John Cage au n°107[3]. Sid Vicious est mort d'une overdose en 1979 au n°63[4].
- Grace Jones a résidé au n° 166.